# The Violet Flame Remixes
The Violet Flame Remixes, realizada por la banda Erasure, es el duodécimo EP, es una edición limitada para celebrar el Record Store Day, que cuenta con remezclas inéditas de canciones del álbum The Violet Flame. El álbum sólo saldrá en vinilo.

## Canciones
| vinilo |                                              |          |  |
| N.º    | Título                                       | Duración |  |
| 1.     | «Be the One» (Paul Humphreys remix)          |          |  |
| 2.     | «Under the Wave» (The Car Crash Set remix)   |          |  |
| 3.     | «Smoke and Mirrors» (Factory Floor remix)    |          |  |
| 4.     | «Elevation» (Jack Antonoff remix)            |          |  |
| 5.     | «Sacred» (Phil Marriott & Rich B remix edit) |          |  |
| 6.     | «Paradise» (Superhumanoids remix)            |          |  |